# Ellen Müller-Preis
Ellen Müller-Preis, née Ellen Preis le 6 mai 1912 à Berlin et morte le 18 novembre 2007 à Vienne, est une escrimeuse autrichienne, spécialiste du fleuret.

## Biographie
Ses parents (son père est originaire de Styrie en Autriche et sa mère de Rhénanie) sont venus vivre à Berlin et c'est dans cette ville qu'Ellen naît, grandit et choisit l'athlétisme comme pratique sportive. À l’âge de 18 ans, elle quitte Berlin et s'installe à Vienne, chez sa tante, Wilhelmine Werdink, maître d'armes qui l'initie à l'escrime. Après seulement six mois d'entraînement, elle est championne d’Autriche d’escrime et un an plus tard elle se classe à la 3e place aux championnats internationaux qui se tiennent dans la capitale autrichienne. 
Bénéficiant de la double nationalité germano-autrichienne, elle souhaite participer aux Jeux olympiques de 1932 sous les couleurs de l'Allemagne mais la Fédération allemande d'escrime refuse sa demande ; aussi représente-t-elle l'Autriche à ces Jeux. Elle remporte une médaille d'or devant la Britannique Judy Guinness, la seule médaille olympique obtenue dans cette discipline par l'Autriche. C'est d'ailleurs à sa concurrente qu'Ellen Preis doit son titre olympique. En effet, les juges ont omis de compter deux touches en faveur de l'Autrichienne, ce que Judy Guinness leur fait remarquer à l'issue du match, alors qu'elle avait été désignée victorieuse,.
Lors de sa carrière sportive, exceptionnelle et étonnante compte tenu d'une pratique assez tardive de l'escrime, Ellen Müller-Preis remporte deux médailles olympiques supplémentaires, de bronze, en 1936 à Berlin, puis en 1948 Londres. Lors de ses nombreuses participations aux Championnats du monde elle est, individuellement, trois fois championne du monde, en 1947, 1949 et 1950, deux fois vice-championne et deux fois médaillée de bronze, puis obtient quatre médailles (deux d'argent et deux de bronze) par équipe. S'ajoutent à ce brillant palmarès, dix-neuf titres nationaux. 
Elle est l'une des rares athlètes juives à concourir aux Jeux olympiques d'été de 1936 à Berlin. 
Aux Jeux olympiques de 1956 à Melbourne, soit vingt-quatre ans après sa première participation aux Jeux olympiques, elle arrive en finale, à l'âge de 44 ans et finit à une honorable 7e place. 
Le 1er titre de Personnalité sportive autrichienne de l'année lui a été décerné en 1949.
Après sa retraite sportive, elle est professeur à l'Académie de musique et des arts du spectacle de Vienne, maître d'armes au Max-Reinhardt-Seminar (de), école de cette Université et chargée de cours d'histoire de l'escrime au Burgtheater de Vienne.
Ellen Müller-Preis meurt à Vienne le 18 novembre 2007 d'une insuffisance rénale aiguë.

## Palmarès

### Jeux olympiques
| Discipline         | Los Angeles 1932 États-Unis | Berlin 1936 Allemagne | Londres 1948 Royaume-Uni | Helsinki 1952 Finlande | Melbourne 1956 Australie |
| ------------------ | --------------------------- | --------------------- | ------------------------ | ---------------------- | ------------------------ |
| Fleuret individuel | Or                          | Bronze                | Bronze                   | 2e tour                | 7e                       |

### Championnats du monde (entre 1921 et 1936)
| Discipline         | Vienne 1931 Autriche | Copenhague 1932 Danemark | Lausanne 1935 Suisse | San Remo 1936 Italie |
| ------------------ | -------------------- | ------------------------ | -------------------- | -------------------- |
| Fleuret individuel | Bronze               | Argent                   | Argent               | -                    |
| Fleuret par équipe | -                    | Argent                   | Argent               | Bronze               |

### Championnats du monde
| Discipline         | Paris 1937 France | Lisbonne 1947 Portugal | Le Caire 1949 Égypte | Monte-Carlo 1950 Monaco | Paris 1957 France |
| ------------------ | ----------------- | ---------------------- | -------------------- | ----------------------- | ----------------- |
| Fleuret individuel | Bronze            | Or                     | Or                   | Or                      | -                 |
| Fleuret par équipe | -                 | -                      | -                    | -                       | Bronze            |